# Rainer Wieland

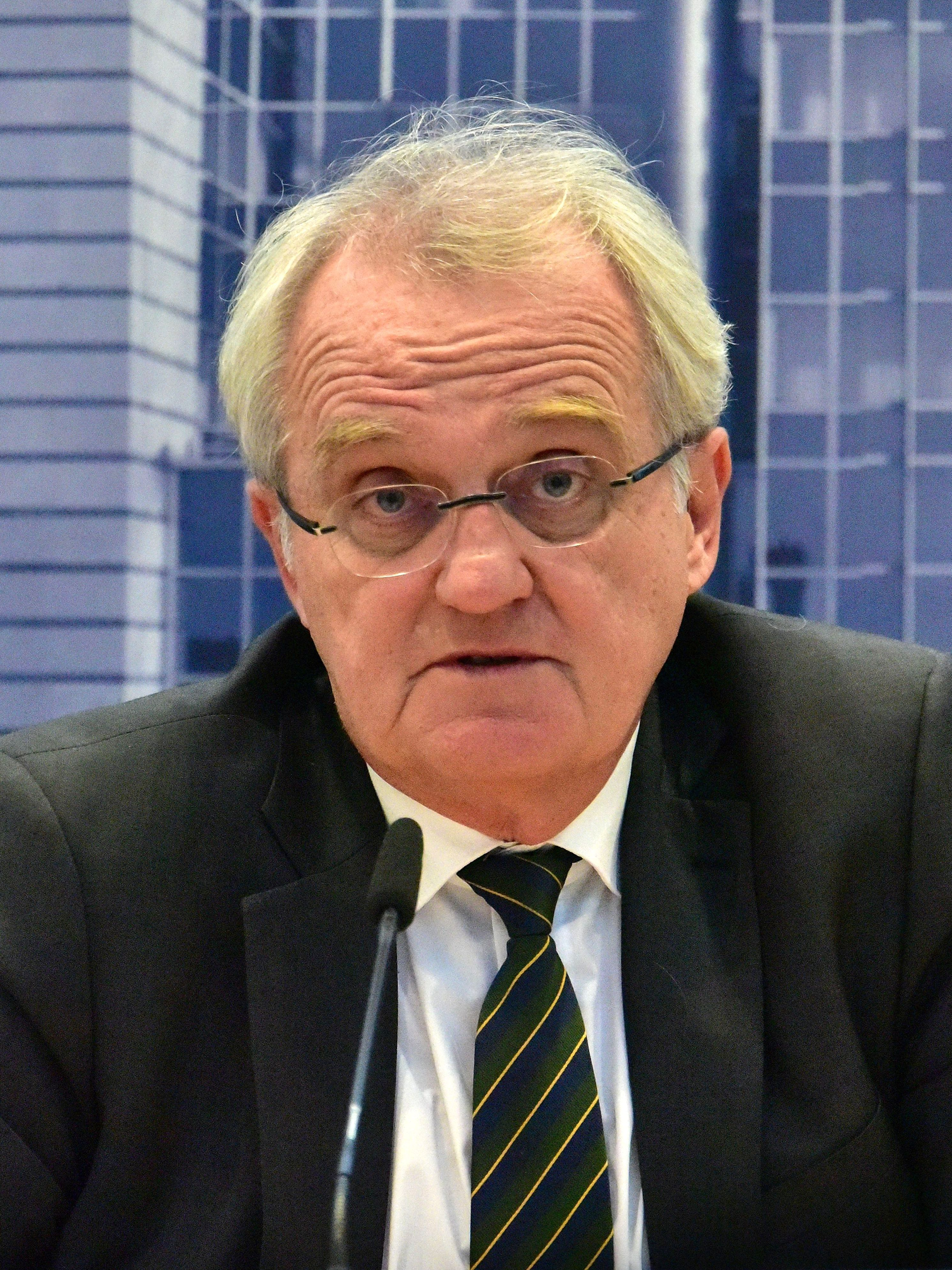
Rainer Wieland (2018)

Rainer Wieland (Stuttgart, 19 februari 1957) is een Duits jurist en politicus. Hij zit sinds 1997 in het Europees Parlement voor de Christlich Demokratische Union Deutschlands (CDU) en is daar lid van de Europese Volkspartij. In het Europees Parlement is hij ook een van de 14 vicevoorzitters.
Wieland studeerde rechten in Tübingen. Sinds 1992 is hij partner bij het advocatenkantoor 'Theume, Wieland & Weisenburger' in Stuttgart. Verder bekleedde hij vanaf 1975 verschillende bestuursfuncties binnen de CDU. Ook was hij voor de CDU lid van de gemeenteraad in Gerlingen (1984-1998), lid van de districtsraad Ludwigsburg (1984-1998) en lid van de gewestraad Stuttgart (sinds 1994). 

In het Europees Parlement is hij betrokken bij de volgende commissies en delegaties:
- Ondervoorzitter van het 'Europees Parlement'
- Lid van het 'Bureau van het Europees Parlement'
- Lid van de 'Commissie juridische zaken'
- Lid van de 'Commissie verzoekschriften'
- Lid van de 'Delegatie in de Paritaire Parlementaire Vergadering ACS-EU'
- Plaatsvervanger in de 'Commissie constitutionele zaken'
- Plaatsvervanger in de 'Delegatie in de parlementaire samenwerkingscommissie EU-Moldavië'

- Gemeinsame Normdatei: 1078880794
- Virtual International Authority File: 357144782967301815353
- WorldCat: E39PBJfrQkXMJ6pktqjyhX6VG3